# Козобас
Козобас — народний музичний інструмент.

## Історична довідка
З кінця 60-х рр. XX ст. в складі різних фольклорних ансамблів і троїстих музик з'явився незвичний акомпануючий інструмент з дивною назвою «козобас», що, по суті, є новим видом народного контрабаса.
Дехто відразу поспішив заявити, що це наслідування кашубському обрядовому інструменту, який називається там чортова скрипка. Опишемо  зразок з колекції Державного музею театрального, музичного та кіномистецтва України (куди він потрапив з Черкаського обласного будинку народної творчості як дарунок Черкаській області від побратима — Бидгощського воєводства): до довгої рейки прикріплено дошку у вигляді контуру альта так, що рейка ділиться на нижню частину — штир і верхню — гриф. До нижньої частини дошки прикріплено металеву коробку зі шротинками всередині, які, перекочуючись, створюють певний шумовий ефект. Усередині коробки закріплено також два товстих дроти, що виходять з коробки крізь спеціальні отвори, опираються на кобилку в центрі дошки і кріпляться у верхній частині рейки до черв'ячного механізму. Дроти проходять високо над рейкою, отже, пальцями не притискаються. Верхній поріжок не передбачений. Головка чортової скрипки виконана у вигляді чудовиська з тарілкою-капелюхом, по боках якого звисає багато металевих брязкалець. Грають на такому інструменті, протягуючи по металевих дротах дерев'яним зубчастим смичком (без волосу) та вдаряючи штирем по підлозі чи землі, завдяки чому звучать шротинки в металевій коробці і брязкальця на тарілочці. Також відомий в Альпах аналог — чортова скрипка.
Український козобас має власну фольклорно-етнографічну основу, іншу будову і принципово відмінний характер музики. Майстри, які наприкінці 1960-х рр. першими зробили такі інструменти (Касян Євченко — тодішній соліст Українського народного хору ім. Г. Верьовки, І. Ніколайчук — артист Київського оркестру народних інструментів), розповідали, що був на Гуцульщині такий звичай: коли музиканти вже залишали весілля, а веселитися ще хотілося, гості брали відро, вставляли туди коромисло, прив'язували дрота до дужки відра і верхнього кінця коромисла, а звук видобували ударом або протягуванням палиці по дроті. Так грали на п'ятий—сьомий день весілля, так на цьому пристрої імітували звуки кози під час різдвяних колядок. Чому саме кози? Ще в дохристиянські часи коза вважалася символом врожаю, родючості, достатку. Недарма в колядках співають: Де коза ногою, Там жито копою, Де коза туп-туп, Там жита сім куп.
Кожен господар був зацікавлений, щоб колядники зайшли до нього на подвір'я привітати з Різдвом Христовим. До того ж таке вітання завжди несло в собі елементи яскравої театралізації, гумору. Хтось із талановитих заводіїв народних ігор, одягнувши вивернутого кожуха, припасувавши ріжки, рядився в козу, імітував її рухи, голос. Решта колядників підігрували головному персонажеві, кидали свої репліки (ясно, що свита грає не тільки короля, а й… козу), підспівували, пританцьовували. Все це супроводжувалося грою на народних інструментах. Такий звичай з різними варіаціями відбувався в усіх регіонах України. Ось на такій фольклорно-етнографічній основі й було створено перший козобас. Звичайно, майстер його робив не з відра і коромисла. Ці деталі трансформувалися в більш прийнятні резонатор і гриф, про що буде сказано далі. Згодом козобас з'явився в складі фольклорного ансамблю Укрконцерту, інших професійних і самодіяльних оркестрах та ансамблях. Мельниця-Подільська музична майстерня почала їх виготовляти. Навіть Харківський ляльковий театр у 1970-х рр. використав козобас у вертепній виставі.
Можна сказати, що ми стали свідками народження нового виду народного контрабаса. Яка його майбутня доля, сказати не беремося. Можливо, він буде все-таки витіснений традиційним акомпануючим — басолею чи класичним контрабасом, а сам увійде в історію як штучна химера другої половини XX ст., а можливо, отримає й подальше поширення в музичному побуті…

## Опис і характеристика
Побудований козобас так. Резонатор роблять у вигляді невеликого барабана або глибокого дерев'яного казана, набраного з дерев'яних клепок. Верхній отвір резонатора обтягнутий шкірою. У нижній частині корпусу кріпиться струнотримач, до якого чіпляють три струни. Струни проходять над корпусом і опираються об кобилку, що знаходиться на шкіряній мембрані. Далі струни проходять над верхнім поріжком і кріпляться за черв'ячний механізм, що здійснює настройку струн, і змонтований на головці грифа. Головка козобаса виконана у вигляді голови кози, чим вказується на зв'язок із синкретичним мистецтвом. До головки кріплять стрижень, на який посаджено мідну тарілочку.
Музикант грає на козобасі коротким прямим смичком, щипком пальців, ще й сталевим прутиком може вдаряти по тарілочці.
У Державному музеї театрального, музичного і кіномистецтва України є козобас В. Медвідя (Київ), О. Щеглова (Харків) і Мельниця-Подільської музичної майстерні (конструкція В. Зуляка).